# Нижньоманчарово
Нижньоманча́рово (рос. Нижнеманчарово, башк. Түбәнге Маншыр) — село у складі Дюртюлинського району Башкортостану, Росія. Входить до складу Семилітівської сільської ради.
Населення — 549 осіб (2010; 578 у 2002).
Національний склад:
- башкири — 82 %